# Петров, Всеволод Николаевич (министр)
Все́волод Никола́евич Петро́в (укр. Все́волод Микола́йович Пе́трів); 14 января 1883, Киев — 10 июля 1948, Аугсбург, Германия) — офицер Русской императорской армии, Генштаба полковник (1917), начальник штаба 7-й Туркестанской стрелковой дивизии (1916—1917); в 1917—1923 годах — военачальник Украинской народной республики, военный министр УНР (1919).

## Биография

### Происхождение
Уроженец Киева, из дворян Киевской губернии, православного вероисповедания.
Отец — Николай Вернер-Петров, капитан (впоследствии генерал-майор) инженерных войск, потомок шведа, взятого в плен войсками Петра I (отсюда и фамилия Петро́в) во время Северной войны. Мать происходила из норвежского рода Штрольман. Существовала информация, что на самом деле Петров по происхождению латыш.

### Офицер Русской императорской армии
Окончил Киевский кадетский корпус (1900), в С.-Петербурге — Павловское военное училище по 1-му разряду (1902) и Императорскую Николаевскую военную академию по 1-му разряду (1910).
С августа 1900 года — юнкер военного училища, с августа 1902 — подпоручик, на 1906 — поручик гвардии, в 1910 — штабс-капитан гвардии, переименован в капитаны Генштаба, с 06.12.1915 — подполковник Генштаба, с 15.08.1917 — полковник Генштаба (со старшинством с 06.12.1916).
Служил в 24-м пехотном Симбирском полку (1902), в лейб-гвардии Литовском полку (1903—1910), в 165-м пехотном Луцком полку (1910—1911), в штабе 42-й пехотной дивизии, затем, в годы Первой мировой войны, — в штабах 10-го армейского корпуса, 24-го армейского корпуса, 7-й Туркестанской стрелковой дивизии.
Будучи офицером Русской императорской армии, организовал проведение в своей роте военной учёбы на национальных языках, которыми солдаты, призванные с окраин Российской империи, владели лучше, чем русским (в связи с этим разделил роту на подгруппы по национальному признаку). Добился успешных результатов, однако начальство и многие коллеги негативно отнеслись к такому опыту как угрожающему единству армии, а один из офицеров даже назвал Петрова «мазепинцем».
С 1911 года — член Военного археологического общества в Киеве, в 1912—1914 — преподаватель всемирной географии в Киевском кадетском корпусе и топографии в Киевском военном училище.
Участник Первой мировой войны. 
 В 1914—1915 годах исполнял должность штаб-офицера для поручений при штабах армейских корпусов Действующей армии, в 1916—1917 годах — начальник штаба 7-й Туркестанской стрелковой дивизии. За подвиги, отличия и военные заслуги награждён пятью боевыми орденами и Георгиевским оружием.

### Военачальник украинской армии
В 1917 году — активный сторонник идеи Украинской Народной Республики, организатор создания украинизированных воинских частей в составе Русской республиканской (бывшей императорской) армии. Был избран командиром одного из первых украинизированных полков Западного фронта — пехотного полка имени Костя Гордиенко (названного в честь Костя Гордиенко, сподвижника Ивана Мазепы), во главе которого в январе 1918 прибыл в Киев. Участвовал в обороне Киева от красногвардейских отрядов, которыми командовал М. А. Муравьёв (январь 1918 года).
После подписания Брестского мира, в апреле 1918 года вместе со своим полком (переформированным и переименованным в 1-й Запорожский конно-гайдамацкий полк имени Костя Гордиенко) участвовал в Крымской операции войск УНР, проводившейся с целью установления контроля над полуостровом и украинизации Черноморского флота.
После прихода к власти гетмана П. П. Скоропадского, в начале июня 1918 был отстранён от должности и находился в распоряжении начальника Генерального штаба Украинской державы, жил в Киеве. 29 июля 1918 назначен начальником штаба 12-й пехотной дивизии, однако вскоре снят с должности (вероятно, по подозрению в связях с повстанцами — сторонниками Симона Петлюры).
С 14.10.1918 служил в ведомстве Главного управления военными школами, в должности помощника начальника военной школы. Был одним из первых украинских штаб-офицеров, поддержавших Директорию УНР. С 22.12.1918 — начальник Житомирской школы юнкеров.
С 02.06.1919 — командующий Волынской группой армии Украинской народной республики (УНР), участвовал в боях с Красной армией.
В июле-ноябре 1919 — военный министр Украинской народной республики, затем — заместитель военного министра.
Участник советско-польской войны на стороне поляков. 
 С мая 1920 — инспектор пехоты украинской армии, генерал-хорунжий.
В 1921 году был назначен на пост начальника Генерального штаба армии УНР (к тому времени она уже была интернированной в Польше), участвовал в организации повстанческого движения на территории Советской Украины. Инициатор создания военных курсов офицеров УНР в Калише, в 1922 году преподавал на них военную историю.

### Жизнь в Чехословакии
Эмигрировал в Чехословакию, где с 1923 года преподавал историю украинской армии и физическое воспитание в Украинском высшем педагогическом институте имени Михаила Драгоманова в Праге. В 1929—1931 годах — преподаватель физического воспитания в Карловом университете и Чешском политехническом институте. С 1927 — член-корреспондент Украинского военно-исторического общества в Варшаве, с 1928 — член Украинского социологического института (в Праге) и Украинского историко-филологического общества (в Праге), где выступал с рефератами по вопросам военной географии, истории и физического воспитания. В 1931 — один из основателей, заместитель председателя и научный секретарь Украинского военно-научного общества в Праге, где также читал доклады по вопросам военной стратегии, политики, социологии, истории и географии. Преподавал гимнастику в украинской реальной гимназии в Ржевницах, а с 1934 — в Модржанах, близ Праги. В 1929 году вступил в Организацию украинских националистов (ОУН).
В 1927—1931 годах опубликовал во Львове свои мемуары о событиях гражданской войны на территории Украины. Сотрудничал с журналом «Нація в поході» П. Скоропадского.
Безуспешно пытался получить чехословацкое гражданство.
После распада Чехословакии и оккупации Чехии немцами был рабочим на фабрике, продолжал участвовать в общественной жизни украинской эмиграции. После начала Великой Отечественной войны сторонники Степана Бандеры из Организации украинских националистов выдвинули его на пост военного министра Украины. Был заочно избран председателем Украинского национального комитета. Однако реально к этим обязанностям не приступал, так как немцы жёстко пресекли «бандеровскую» инициативу. Продолжал работать на фабрике.

### Последние годы жизни

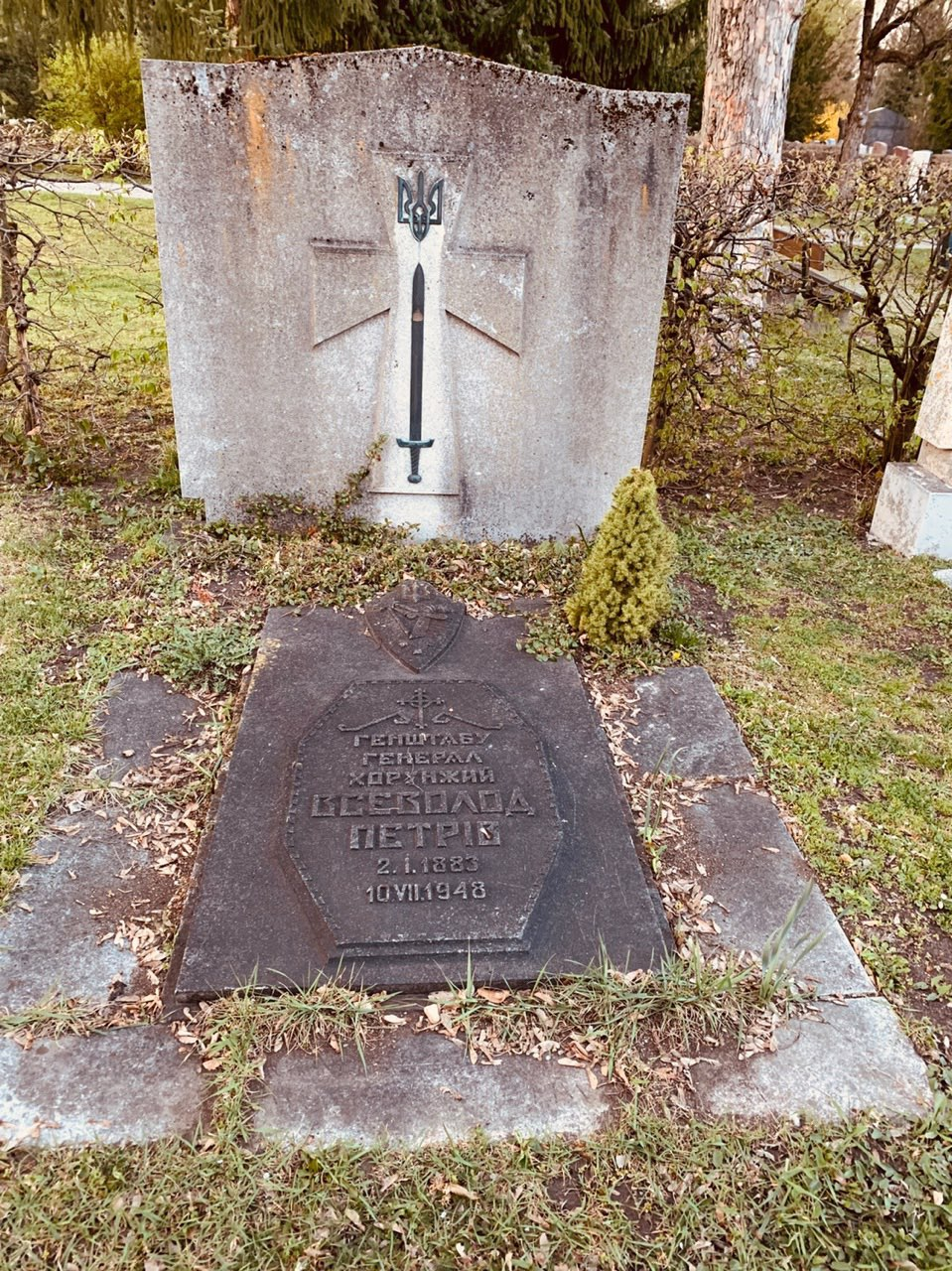
Могила В. Н. Петрова. Кладбище Augsburg Nordfriedhof

В 1945 году эмигрировал в Баварию, жил в лагере для перемещённых лиц под Мюнхеном, с 1947 — в Аугсбурге. За два дня до смерти был избран действительным членом Научного общества имени Шевченко. Умер от тяжёлой болезни, вызванной недостаточным питанием и переутомлением.
Польская агентура описывала его как грамотного специалиста, но при этом честолюбивого и порой беспринципного карьериста.

## Труды
Всеволод Николаевич Петров — автор мемуаров и ряда социально-исторических очерков:
- (укр.) Військово-історичні праці. Спомини. Киів, 2002.
- (укр.) Суспільство й військо: Соц.-іст. нарис. Прага; Берлін, 1924;
- (укр.) Усуспільнення військових знань // Студентські вісті. Прага, 1926. № 6. С.6-11;
- (укр.) Спомини з часів української революції (1917—1921). Львів, 1927—1931. Ч.І. До Берестейського миру. 1927; Ч.2. Від Берестейського миру до зайняття Полтави. 1928; Ч.3. Від Кримського походу до гетьманського перевороту. 1930; Ч.4. Гетьманщина і повстання Директорії. 1931.
- (укр.) Стратегічні операції Богдана Хмельницького під час війни 1648—1649 років // Військо України. К., 1993. № 6-8.

## Награды
ордена:
- Святой Анны 3-й степени (1907)
- Святого Станислава 2-й степени (1913, ВП от 08.04.1914)
- Святого Владимира 4-й степени с мечами и бантом (ВП от 31.01.1915)
- мечи к ордену Святого Станислава 2-й степени (ВП от 15.05.1915)
- Орден Святой Анны 4-й степени с надписью «За храбрость» (утв. ВП от 02.07.1915)
- Святой Анны 2-й степени с мечами (утв. ВП от 13.03.1916)
- мечи и бант к ордену Святой Анны 3-й степени (ВП от 14.02.1917)

оружие:
- Георгиевское оружие (ВП от 24.01.1917), —

«за то, что, будучи в чине капитана и исправляя должность штаб-офицера для поручений при штабе 24-го армейского корпуса, 27-го апреля 1915 года, при отходе частей корпуса от Домородзя, корпусу грозила опасность быть разрезанным; принял ряд мер, коими восстановил боевую связь между остановленными им частями, расположил их на позиции, дал боевые задачи, находясь всё время под сильным огнём противника. 3-го мая того же года, обнаружив лично рекогносцировкой, сопряжённой с явной опасностью для жизни, намерение противника атаковать части дивизии, тотчас предупредил о том штаб дивизии, благодаря чему своевременным направлением резервов удалось эту атаку отразить.» 
медали:
- «В память 100-летия Отечественной войны 1812 года» (1912)
- «В память 300-летия царствования дома Романовых» (1913)

знаки отличия УНР:
- Крест Симона Петлюры (1932)
- Военный крест (УНР) (1961, посмертно)

## Память

Фрагмент памятника «Офицерам Армии УНР — уроженцам города Киева» в Киеве (2011 год)

- В 2011 году в Киеве был открыт памятник офицерам армии УНР — уроженцам Киева, на котором установлены мемориальные плиты с именами 34 офицеров, и среди них — Всеволода Николаевича Петро́ва (Пе́трива).
- В 2016 году, в честь Всеволода Николаевича Петрова, в нескольких городах Украины именем генерала Пе́трива названы улицы.